# 후카자와 다이키
후카자와 다이키(일본어: 深澤 大輝, 1998년 8월 21일~)는 일본의 축구 선수이다.

## 구단 경력
그는 2021년 J2리그의 도쿄 베르디에 입단했다. 2023년 J2리그 3위를 기록하여 J1리그로 승격했다.